# Organisk forbindelse
En organisk forbindelse eller et organisk stof er et medlem af en meget stor gruppe af kemiske forbindelser hvis molekyler alle indeholder kulstof. Navnet "organisk" er et historisk navn fra det 19. århundrede da man troede, at organiske forbindelser kun kunne laves i levende organismer med en særlig livskraft (vis vitalis).
Antallet af opdagede eller syntetiserede organiske forbindelser er mellem ca. 9 millioner og 18 millioner (2017). En stor del af de uorganiske forbindelser er mineraler og dem er der "kun" ca. 5.200 af (2017).
Organiske forbindelser studeres i den organiske kemi og i biokemien.

## Definitioner af organisk kontra uorganisk
Nogle kulstofholdige molekyler regnes ikke med til de organiske forbindelser: kuldioxid, kulilte, karbider, karbonater, cyanid og cyanider samt allotrope kulstofforbindelser.
Skillelinjen mellem organisk kemi og uorganisk kemi er temmelig vilkårlig og historisk betinget. Groft sagt har organiske forbindelser kulstof-hydrogen-bindinger, og uorganiske forbindelser har det ikke. Således er kulsyre uorganisk, mens myresyre er organisk og dets anhydrid – kulilte – er uorganisk. 

## Klassificering
De organiske forbindelser inddeles på flere forskellige måder.
Inddeling efter kulstof-kulstof struktur/indhold af andre grundstoffer
- De alifatiske forbindelser med kæder af kulstofatomer
- De aromatiske forbindelser med benzenringe af kulstofatomer
- De heterocykliske forbindelser med ringstrukturer hvori der også indgår andre atomer end kulstofatomer

Inddeling efter funktionelle grupper
- Kulbrinter
- Alkoholer
- Ketoner
- Carboxylsyrer
- Aminer
- Aminosyrer

Inddeling efter syntetisk eller naturligt forekommende
- Syntetisk, f.eks. plastic, detergenter og farvestoffer
- Forekomst i planter, dyr, encellede organismer og virus

Inddeling efter størrelse
- Monomerer
- Polymerer som er lange kæder af atomgrupper som gentages
- Makromolekyler

Inddeling efter kemiske karrakteristika
- Kulhydrater eller sukker
- Lipider eller fedtstoffer
- Proteiner
- Nukleinsyreer, DNA og RNA

Inddeling efter biokemisk funktion
- Enzymer
- Antistoffer
- Hormoner
- Vitaminer
- Coenzymer
- Receptorer og andre membranproteiner
- Lectiner
- Antioxidanter
- Alkaloider
- Fedt og olier

## Databaser
Der er blevet fremstillet et væld af organiske forbindelser; ligeledes er et væld af naturligt forekommende organiske forbindelser blevet beskrevet. De detaljerede egenskaber kan findes i mange fagrelaterede databaser.
- Chemical Abstracts Service (CAS) databasen er den mest udtømmende samling data om organiske forbindelser
- Beilstein databasen indeholder information om 9,8 million organiske forbindelser
- PubChem databasen indeholder information om 18,4 million organiske forbindelser specielt om medicinsk kemi